# Mauvezin, Gers
Mauvezin este o comună în departamentul Gers din sudul Franței. În 2009 avea o populație de 1.898 de locuitori.

## Evoluția populației
| An        | 1975  | 1982  | 1990  | 1999  | 2006  | 2009  |
| --------- | ----- | ----- | ----- | ----- | ----- | ----- |
| Populație | 1.756 | 1.705 | 1.671 | 1.642 | 1.755 | 1.898 |